# 馬跑教堂
馬跑教堂（大足教案發生地），又名石馬眞原堂，位於重慶市大足縣石馬鄉，文物遺址年代為清，1987年1月23日列為重慶市第二批市級文物保護單位初定名單。1992年3月19日列為重慶市第二批市級文物保護單位。2000年9月7日列為第一批重慶市文物保護單位。